# Det har aldrig hänt och kommer aldrig hända igen
Det har aldrig hänt och kommer aldrig hända igen (Nederlands: Het is nog nooit gebeurd en zal nooit meer gebeuren) is het tweede studioalbum van de Zweedse muziekgroep Klotet. Het album bevat grotendeels instrumentale progressieve rock en is opgenomen in Uppsala, wat wel de Zweedse hoofdstad van de progressieve rock wordt genoemd.

## Musici
- David Hallberg – basgitaar
- Mikal Styrke – drums
- Påhl Sundström – gitaar
- Milve Sofia Rydahl – toetsinstrumenten

## Muziek
Allen van Klotet, behalve track 5 en de verborgen track door Erik Sundström, tevens geluidstechnicus.

| Nr. | Titel                                                                        | Duur |
| --- | ---------------------------------------------------------------------------- | ---- |
| 1.  | Astronomiska proportioner                                                    | 2:25 |
| 2.  | Sket man Vali                                                                | 2:33 |
| 3.  | Dödad av döden                                                               | 3:31 |
| 4.  | Falska pengar                                                                | 2:38 |
| 5.  | Hjärnsubstans                                                                | 2;22 |
| 6.  | Hållplats Hades                                                              | 2:37 |
| 7.  | Oj!                                                                          | 1:26 |
| 8.  | Ekot från avgrunden                                                          | 3:55 |
| 9.  | Atomvinter                                                                   | 3:06 |
| 10. | Kapten Sjöbjörn                                                              | 2:58 |
| 11. | Braklander boogie                                                            | 3:19 |
| 12. | Det har aldrig hänt och kommer aldrig hända igen (inclusief verborgen track) | 7:00 |